# Медовка білолоба
Медовка білолоба (Purnella albifrons) — вид горобцеподібних птахів родини медолюбових (Meliphagidae). Ендемік Австралії. Поширений, переважно, у посушливих південних та південно-західних регіонах, рідше в інших частинах країни. Білолоба медовка має чітке забарвлення з білим обличчям, чорною або коричневою верхньою частиною грудей з білими крапками та жовтими панелями на коричневих крилах.